# Moraea serpentina
Moraea serpentina är en irisväxtart som beskrevs av John Gilbert Baker. Moraea serpentina ingår i släktet Moraea och familjen irisväxter. Inga underarter finns listade i Catalogue of Life.